# Championnat de France de football américain 1990
Navigation
Saison 1989 Saison 1991
La saison 1990 du casque d’or est la 9e saison du championnat de France de football américain 1re division qui voit le sacre des Argonautes d'Aix-en-Provence.

## Participants
- Castors de Paris
- Flash de La Courneuve
- Spartacus de Paris
- Paris Jets
- Météores de Fontenay
- Iroquois de Rouen
- All Stars de Gagny
- Argonautes d'Aix-en-Provence
- Anges Bleus de Joinville
- Samouraïs de Villeurbanne
- Sphinx du Plessis-Robinson
- Ours de Blagnac
- Centaures de Grenoble
- Rangers de Saint-Mandé
- Celtics de Lanester (vainqueur de la D2)
- Drakkars de Nantes (finaliste du en D2)

## Saison régulière

### Classement général
| Qualifié en play-offs |

| Relégué en D2 |

| Barragiste |

| Rang | Équipe                | Pts | J | G | N | P | Bp  | Bc  | Diff |
| ---- | --------------------- | --- | - | - | - | - | --- | --- | ---- |
| 1    | Castors de Paris      | 21  | 7 | 7 | 0 | 0 | 247 | 36  | +211 |
| 2    | Spartacus de Paris    | 14  | 6 | 3 | 2 | 1 | 110 | 75  | +35  |
| 3    | Paris Jets            | 16  | 7 | 4 | 1 | 2 | 96  | 74  | +22  |
| 4    | Flash de La Courneuve | 12  | 6 | 2 | 2 | 2 | 92  | 78  | +14  |
| 5    | Iroquois de Rouen     | 11  | 6 | 2 | 1 | 3 | 108 | 65  | +43  |
| 6    | Celtics de Lanester   | 10  | 6 | 2 | 0 | 4 | 62  | 221 | -159 |
| 7    | Météores de Fontenay  | 8   | 6 | 1 | 0 | 5 | 71  | 117 | -46  |
| 8    | All Stars de Gagny    | 8   | 6 | 1 | 0 | 5 | 25  | 145 | -120 |

| Rang | Équipe                       | Pts | J    | G | N | P | Bp  | Bc  | Diff |
| ---- | ---------------------------- | --- | ---- | - | - | - | --- | --- | ---- |
| 1    | Argonautes d'Aix-en-Provence | 18  | 6    | 6 | 0 | 0 | 213 | 41  | +172 |
| 2    | Sphinx du Plessis-Robinson   | 16  | 6    | 5 | 0 | 1 | 158 | 69  | +89  |
| 3    | Ours de Blagnac              | 14  | 6    | 4 | 0 | 2 | 176 | 106 | +70  |
| 4    | Rangers de Saint-Mandé       | 14  | 6    | 4 | 0 | 2 | 108 | 148 | -40  |
| 5    | Anges Bleus de Joinville     | 10  | 6    | 2 | 0 | 6 | 149 | 95  | +54  |
| 6    | Centaures de Grenoble        | 10  | 6    | 2 | 0 | 6 | 112 | 146 | -34  |
| 7    | Drakkars de Nantes           | 8   | 6    | 1 | 0 | 5 | 38  | 259 | -221 |
| 8    | Samouraïs de Villeurbanne    | 3   | 6(1) | 0 | 0 | 3 | 26  | 193 | -167 |

### Résultats[1]
| Résultats (dom.\ext.)                                      | All S. | Cast. | Celt. | Flash | Iroq. | Jets | Mété. | Spar. |
| All Stars                                                  |        |       |       | 0-34  |       | 0-23 | 12-7  |       |
| Castors                                                    | 39-0   |       |       |       | 23-9  |      |       | 44-0  |
| Celtics                                                    | 22-6   | 0-79  |       |       | 0-48  |      |       |       |
| Flash                                                      |        | 14-24 |       |       |       | 14-6 |       | 12-12 |
| Iroquois                                                   | 20-7   |       |       | 6-6   |       |      |       | 6-9   |
| Jets                                                       |        | 7-20  | 24-7  |       | 20-19 |      | 9-7   |       |
| Météores                                                   |        | 6-18  | 21-27 | 30-12 |       |      |       |       |
| Spartacus                                                  |        |       | 43-6  |       |       | 7-7  | 39-0  |       |
| - Victoire à domicile - Match nul - Victoire à l'extérieur |        |       |       |       |       |      |       |       |

| Résultats (dom.\ext.)                                      | Ang. B. | Argo. | Cent. | Drak. | Ours  | Rang. | Samo. | Sphi. |
| Anges Bleus                                                |         | 8-17  |       |       |       | 16-34 | 30-F  |       |
| Argonautes                                                 |         |       | 49-0  |       |       |       | 30-F  | 43-0  |
| Centaures                                                  |         |       |       | 46-2  | 13-34 |       |       |       |
| Drakkars                                                   | 0-63    |       |       |       |       |       | 30-F  | 0-51  |
| Ours                                                       | 19-18   | 21-42 |       | 54-0  |       |       |       |       |
| Rangers                                                    |         | 12-32 | 22-20 | 45-6  |       |       |       | 6-35  |
| Samouraïs                                                  |         |       | 12-27 |       | 14-48 | 0-28  |       |       |
| Sphinx                                                     | 25-14   |       | 27-6  |       | 20-0  |       |       |       |
| - Victoire à domicile - Match nul - Victoire à l'extérieur |         |       |       |       |       |       |       |       |

## Matchs de barrages
Deux matchs de barrages sont disputés entre les équipes classées 3e et 4e de chaque poule afin de déterminer la composition de la Poule des As de la saison 1991.
| Barrage | Date         | Barragiste (domicile) | Score | Barragiste (visiteur)  |
| ------- | ------------ | --------------------- | ----- | ---------------------- |
| Nord    | 9 juin 1990  | Paris Jets            | 8-10  | Ours de Blagnac        |
| Sud     | 10 juin 1990 | Flash de La Courneuve | 12-6  | Rangers de Saint-Mandé |

## Play-offs[3]
|  | Demi-finales                      | Demi-finales                      |                  |    | Finale                                 | Finale                                 |
|  | Demi-finales                      | Demi-finales                      |                  |    | Finale                                 | Finale                                 |
|  |                                   |                                   |                  |    |                                        |                                        |
|  | 4 juin 1990 à Nuits-Saint-Georges | 4 juin 1990 à Nuits-Saint-Georges |                  |    | 24 juin 1990 à Paris, Stade Jean-Bouin | 24 juin 1990 à Paris, Stade Jean-Bouin |
|  | 4 juin 1990 à Nuits-Saint-Georges | 4 juin 1990 à Nuits-Saint-Georges |                  |    | 24 juin 1990 à Paris, Stade Jean-Bouin | 24 juin 1990 à Paris, Stade Jean-Bouin |
|  | Argonautes d'Aix                  | 56                                |                  |    | 24 juin 1990 à Paris, Stade Jean-Bouin | 24 juin 1990 à Paris, Stade Jean-Bouin |
|  | Argonautes d'Aix                  | 56                                |                  |    | 24 juin 1990 à Paris, Stade Jean-Bouin | 24 juin 1990 à Paris, Stade Jean-Bouin |
|  | Spartacus de Paris                | 20                                |                  |    | 24 juin 1990 à Paris, Stade Jean-Bouin | 24 juin 1990 à Paris, Stade Jean-Bouin |
|  | Spartacus de Paris                | 20                                | Argonautes d'Aix | 34 |                                        |                                        |
|  | 4 juin 1990 à Paris               |                                   | Argonautes d'Aix | 34 |                                        |                                        |
|  |                                   | Castors de Paris                  | 6                |    |                                        |                                        |
|  | Castors de Paris                  | Castors de Paris                  | 6                | 14 |                                        |                                        |
|  | Castors de Paris                  |                                   |                  | 14 |                                        |                                        |
|  | Sphinx du Plessis-Robinson        | 6                                 |                  |    |                                        |                                        |
|  | Sphinx du Plessis-Robinson        | 6                                 |                  |    |                                        |                                        |

MVP de la finale : Wilfrid Yobé (QB, Argonautes)

## Source
- (fr) Elitefoot